# Ridgedale
Ridgedale es un pueblo canadiense situado en la provincia de Saskatchewan.

## Superficie
Ridgedale tiene una superficie de 0,65 km².

## Demografía
En 2021, tenía 65 habitantes, una densidad poblacional de 99,6 hab./km², y 40 viviendas.